# Biography Obscene
Biography Obscene är det fjärde fullängdsalbumet av det norska black metal-bandet Tulus. Albumet utgavs 2007 av skivbolaget Indie Recordings.

## Låtförteckning
1. "Prelude" – 2:50
2. "Natal Day" – 4:20
3. "Stories Untold" – 4:58
4. "Victim" – 4:15
5. "Chamber's Disgust" – 2:40
6. "Allow No Light" – 3:23
7. "Morbid Curiosity" – 3:02
8. "Demise" – 3:30
9. "Biography Obscene" – 3:19
10. "Torches Quenched" – 2:38

- Text: Hildr
- Musik: Tulus

## Medverkande
Musiker (Tulus-medlemmar)
- Sverre (Sverre Stokland aka "Blodstrup" och "Gard") – sång, gitarr
- Berglie (Thomas Berglie aka "Sarke") – trummor
- Victor (Victor Cito Borge aka "Sir Graanug") – basgitarr

Bidragande musiker
- Anders Hunstad – piano
- Ken Ingwersen – akustisk gitarr

Produktion
- Tulus  – producent
- Bjørn Bergersen – ljudtekniker, ljudmix
- Peter In de Betou – mastering
- Hildr (Hilde Nymoen) – sångtexter
- Terje Johnsen – omslagskonst, foto